# FK Igman Konjic
FK Igman is een Bosnische voetbalclub uit Konjic.
De club werd in 1920 opgericht en speelde lang in de regionale competities. In 2021 won de club de Prva Liga Federacija Bosne i Hercegovine waardoor Igman Konjic in het seizoen 2022/23 voor het eerst in de Premijer Liga speelde.
Borac Banja Luka · 
GOŠK Gabela · 
Igman ·
Posušje · 
Radnik Bijeljina · 
Sarajevo · 
Široki Brijeg · 
Sloboda Tuzla ·
Sloga Doboj ·
Velež Mostar ·
Zeljeznicar Sarajevo · 
Zrinjski Mostar ·